# Santa Cruz FC
Santa Cruz Futebol Clube je brazilský fotbalový klub, který pochází z města Recife ve státě Pernambuco. Klub byl založen 3. prosince 1914. Barvy klubu (černá, bílá a červená) připomínají zbarvení korálovky, od toho se na Santa Cruz vztahuje i název Coral. Místními rivaly jsou Sport Recifé a Náutico Capibaribe.
Santa Cruz byl častým účastníkem národní ligy. Ve zlatých časech, v sedmdesátých letech, se docílilo i 4. místa (1975) a 5. místa (1978). V roce 2006 ale klub sestoupil do Serie B.
V Santa Cruz započali svoji kariéru i fotbalisté jako Rivaldo nebo Ricardo Rocha. V roce 1973 postavil klub s Ramónem nejlepšího střelce Serie A.

## Stadion
Domácí zápasy odehrává tým Santa Cruz v klubovém stadionu Estádio José do Rego Maciel, podle městské části také nazýván Estádio do Arruda. V roce 1972 otevřený stadion má nyní kapacitu kolem 60 000 diváků. Rekordní návštěva padla v roce 1994 při kvalifikačním utkání na Mistrovství světa mezi Brazílií a Bolívií, které Brazílie vyhrála 6:0, na zápas se přišlo podívat 96 990 diváků.